# Moira Placchi
Moira Placchi (14 marzo 1970) è un'allenatrice di calcio ed ex calciatrice italiana, di ruolo attaccante e difensore nella parte finale della carriera, dalla stagione 2016-2017 responsabile tecnico del Mantova.
Nella sua lunga carriera ha disputato oltre 200 partite in Serie A, massimo livello del campionato italiano, concludendo la carriera nel calcio giocato a 44 anni, conquistando numerosi trofei nazionali e vestendo anche la maglia della nazionale italiana.

## Carriera

### Giocatrice

#### Club
Moira Placchi approda alla Reggiana nell'estate 1991, conquistando alla sua prima stagione la Coppa Italia 1991-1992 e quella successiva lo scudetto.
Nell'estate 1993 si trasferisce alla neopromossa Riva del Garda per giocare in Serie A la stagione entrante. Nei tre campionati giocati con la squadra dell'omonimo centro gardesano riesce come migliore risultato ad ottenere la sesta posizione al termine della stagione 1995-1996, l'ultimo per Placchi, che si congeda dalla società con un tabellino personale di 24 reti su 80 incontri disputati in Serie A.
Durante il calciomercato 1996 trova un accordo con il Bardolino, scegliendo questa volta una società iscritta alla Serie B, con il quale stabilirà il più lungo sodalizio in carriera, sei stagioni. Già al suo esordio in maglia gialloblu al termine della stagione 1996-1997 conquista il primo posto del girone B contribuendo così alla storica promozione per la società, Serie A che manterrà in tutti i campionati seguenti anche con le nuove denominazioni societarie, e tornare lei stessa al livello di vertice del campionato nazionale. Delle sei, la più significativa è l'ultima, aperta con la conquista della Supercoppa 2001 sulle campionesse d'Italia della Torres e con il terzo posto in Serie A 2001-2002.
Per la stagione successiva sottoscrive un contratto con il Foroni Verona, ambiziosa società che nei due campionati successivi è riuscita a conquistare due scudetti ed una Supercoppa. Nell'estate 2004 nonostante il successo in campionato il Foroni Verona cessa le attività ufficiali svincolando le proprie tesserate.
Passata al Porto Mantovano in Serie A2 per la stagione 2004-2005, in marzo subisce un grave infortunio che la costringe a disertare i campi di gioco, incidente che ultimo di una sfortunata serie per la squadra compromette così anche le possibilità per la squadra di puntare al primo posto in classifica, traguardo rimandato di un solo anno quando con le compagne festeggia la promozione in Serie A al termine del campionato 2005-2006.
Benché durante l'estate si formalizzi il suo ritorno al Bardolino vicecampione d'Italia, Placchi gioca in gialloblu le sole prime tre partite della stagione 2006-2007 per tornare ad indossare la maglia biancoazzurra delle neopromosse del Porto Mantovano già dalla quinta giornata e rimanendo fino al termine della stagione; la squadra dell'omonimo centro del mantovano non si rivela però fortunata, perdendo più d'un incontro con una sola rete di scarto, non riuscendo ad evitare le parti basse della classifica e, con l'ultimo posto, la retrocessione in cadetteria.
Durante il calciomercato estivo 2007 sposa il progetto del Frutta Più Verona tornando a giocare in Serie C regionale, l'allora quarto livello del campionato, per la stagione entrante, contribuendo alla promozione della squadra alla Serie B e sfiorando la doppia promozione al termine del campionato 2008-2009 dovendo lasciare il posto alle altoatesine del Südtirol Vintl dopo averle agganciate nell'ultima parte ma superato nello spareggio promozione ai tempi supplementari per 3-2.
Dopo un periodo di inattività, a 43 anni decide di rimettersi in gioco accettando la proposta del Villacidro Villgomme, firmando assieme a Lucia Balestri e raggiungendo le ex compagne del Bardolino Ilenia Sancassani e Miriam D'Alessandro, per giocare in Serie B nella stagione 2013-2014. Benché il sicuro apporto d'esperienza sia stato determinante nella scelta del presidente Saiu, Placchi, partita dalla panchina, viene impiegata solo in due occasioni.

### Allenatrice
Poco dopo l'avvio del campionato 2011-2012 a Placchi, affiancata dal team manager Bruno Allegretti, viene affidata la panchina del Roverbella CF, rilevando il tecnico Galdino Peretti alla guida della squadra iscritta alla serie C Lombardia e che accompagnerà a raggiungere l'undicesimo posto e la conseguente salvezza.
Dopo aver affiancato il mister Leonardo Donella nell'allora Atletico Mantova per la stagione 2015-2016 di Serie D regionale, a causa dell'abbandono del tecnico viene incaricata della sua sostituzione sulla panchina del rinnovato ASD Mantova femminile.

## Statistiche

### Cronologia presenze e reti in nazionale
| Cronologia completa delle presenze e delle reti in nazionale ― Italia | Cronologia completa delle presenze e delle reti in nazionale ― Italia | Cronologia completa delle presenze e delle reti in nazionale ― Italia | Cronologia completa delle presenze e delle reti in nazionale ― Italia | Cronologia completa delle presenze e delle reti in nazionale ― Italia | Cronologia completa delle presenze e delle reti in nazionale ― Italia | Cronologia completa delle presenze e delle reti in nazionale ― Italia | Cronologia completa delle presenze e delle reti in nazionale ― Italia |
| Data                                                                  | Città                                                                 | In casa                                                               | Risultato                                                             | Ospiti                                                                | Competizione                                                          | Reti                                                                  | Note                                                                  |
| --------------------------------------------------------------------- | --------------------------------------------------------------------- | --------------------------------------------------------------------- | --------------------------------------------------------------------- | --------------------------------------------------------------------- | --------------------------------------------------------------------- | --------------------------------------------------------------------- | --------------------------------------------------------------------- |
| 5-10-1994                                                             | Castiglione delle Stiviere                                            | Italia                                                                | 1 – 1                                                                 | Danimarca                                                             | Amichevole                                                            | -                                                                     | 28’ 46’                                                               |
| 22-3-2000                                                             | Trani                                                                 | Italia                                                                | 3 – 0                                                                 | Jugoslavia                                                            | Amichevole                                                            | -                                                                     | 46’                                                                   |
| 6-4-2000                                                              | Francoforte sul Meno                                                  | Germania                                                              | 3 – 0                                                                 | Italia                                                                | Qual. Euro 2001                                                       | -                                                                     | 46’                                                                   |
| 7-6-2000                                                              | Urbino                                                                | Italia                                                                | 1 – 0                                                                 | Islanda                                                               | Qual. Euro 2001                                                       | -                                                                     | 75’                                                                   |
| 17-6-2000                                                             | Kiev                                                                  | Ucraina                                                               | 0 – 0                                                                 | Italia                                                                | Qual. Euro 2001                                                       | -                                                                     | 67’                                                                   |
| 7-7-2000                                                              | New York                                                              | Stati Uniti                                                           | 4 – 1                                                                 | Italia                                                                | Amichevole                                                            | -                                                                     | 73’                                                                   |
| 28-11-2001                                                            | Città di Castello                                                     | Italia                                                                | 3 – 0                                                                 | Spagna                                                                | Qual. Mondiali 2003                                                   | -                                                                     |                                                                       |
| 13-2-2002                                                             | Ostia                                                                 | Italia                                                                | 2 – 0                                                                 | Paesi Bassi                                                           | Amichevole                                                            | -                                                                     |                                                                       |
| 24-3-2002                                                             | Pozoblanco                                                            | Spagna                                                                | 0 – 1                                                                 | Italia                                                                | Qual. Mondiali 2003                                                   | -                                                                     |                                                                       |
| 10-4-2002                                                             | Copenaghen                                                            | Danimarca                                                             | 4 – 0                                                                 | Italia                                                                | Amichevole                                                            | -                                                                     |                                                                       |
| 22-5-2002                                                             | Seljatino                                                             | Russia                                                                | 2 – 1                                                                 | Italia                                                                | Qual. Mondiali 2003                                                   | -                                                                     | 46’                                                                   |
| 8-6-2002                                                              | Arzachena                                                             | Italia                                                                | 0 – 0                                                                 | Islanda                                                               | Qual. Mondiali 2003                                                   | -                                                                     |                                                                       |
| 13-6-2002                                                             | Požarevac                                                             | Jugoslavia                                                            | 0 – 6                                                                 | Italia                                                                | Amichevole                                                            | -                                                                     | 69’                                                                   |
| 2-10-2002                                                             | Cary                                                                  | Russia                                                                | 2 – 1                                                                 | Italia                                                                | Coppa USA                                                             | -                                                                     | 53’                                                                   |
| 6-10-2002                                                             | Cary                                                                  | Stati Uniti                                                           | 4 – 0                                                                 | Italia                                                                | Coppa USA                                                             | -                                                                     | 90+1’                                                                 |
| 9-10-2002                                                             | Cary                                                                  | Italia                                                                | 1 – 0                                                                 | Australia                                                             | Coppa USA                                                             | -                                                                     | 69’                                                                   |
| 22-1-2003                                                             | Roma                                                                  | Italia                                                                | 4 – 1                                                                 | Scozia                                                                | Amichevole                                                            | -                                                                     | 46’                                                                   |
| 25-2-2003                                                             | Viareggio                                                             | Italia                                                                | 1 – 0                                                                 | Inghilterra                                                           | Amichevole                                                            | 1                                                                     | 90+3’                                                                 |
| 30-3-2003                                                             | Trento                                                                | Italia                                                                | 8 – 0                                                                 | Serbia e Montenegro                                                   | Qual. Euro 2005                                                       | -                                                                     | 46’                                                                   |
| 16-4-2003                                                             | Hoofddorp                                                             | Paesi Bassi                                                           | 0 – 5                                                                 | Italia                                                                | Amichevole                                                            | -                                                                     | 60’                                                                   |
| 17-5-2003                                                             | Stoccolma                                                             | Svezia                                                                | 5 – 0                                                                 | Italia                                                                | Qual. Euro 2005                                                       | -                                                                     | 43’                                                                   |
| 19-7-2003                                                             | Vaasa                                                                 | Finlandia                                                             | 1 – 1                                                                 | Italia                                                                | Qual. Euro 2005                                                       | -                                                                     | 73’                                                                   |
| 9-9-2003                                                              | Livingston                                                            | Scozia                                                                | 0 – 4                                                                 | Italia                                                                | Amichevole                                                            | -                                                                     | 46’                                                                   |
| 27-9-2003                                                             | Frauenfeld                                                            | Svizzera                                                              | 0 – 1                                                                 | Italia                                                                | Qual. Euro 2005                                                       | -                                                                     |                                                                       |
| 22-10-2003                                                            | Kansas City                                                           | Stati Uniti                                                           | 2 – 2                                                                 | Italia                                                                | Amichevole                                                            | 1                                                                     |                                                                       |
| 31-3-2004                                                             | Bolzano                                                               | Italia                                                                | 0 – 1                                                                 | Germania                                                              | Amichevole                                                            | -                                                                     |                                                                       |
| 24-4-2004                                                             | Andria                                                                | Italia                                                                | 1 – 1                                                                 | Finlandia                                                             | Qual. Euro 2005                                                       | -                                                                     |                                                                       |
| 22-5-2004                                                             | Trapani                                                               | Italia                                                                | 0 – 0                                                                 | Svizzera                                                              | Qual. Euro 2005                                                       | -                                                                     |                                                                       |
| 26-6-2004                                                             | Benevento                                                             | Italia                                                                | 2 – 1                                                                 | Svezia                                                                | Qual. Euro 2005                                                       | -                                                                     |                                                                       |
| 25-9-2004                                                             | Niš                                                                   | Serbia e Montenegro                                                   | 1 – 2                                                                 | Italia                                                                | Qual. Euro 2005                                                       | 1                                                                     |                                                                       |
| 27-11-2004                                                            | Čáslav                                                                | Rep. Ceca                                                             | 0 – 3                                                                 | Italia                                                                | Qual. Euro 2005 - Play-off                                            | -                                                                     |                                                                       |
| Totale                                                                |                                                                       | Presenze                                                              | 32                                                                    |                                                                       | Reti                                                                  | 3                                                                     |                                                                       |

## Palmarès
- Campionato italiano: 3

Reggiana: 1992-1993
Foroni Verona: 2002-2003, 2003-2004
- Coppa Italia: 1

Reggiana: 1991-1992
- Supercoppa italiana: 3

Bardolino: 2001
Foroni Verona: 2002, 2003
- Campionato italiano di Serie A2: 1

Porto Mantovano: 2005-2006
- Campionato italiano di Serie B: 1

Bardolino: 1996-1997